# Козелец (Черниговская область)
Козе́лец (укр. Козе́лець) — город в Черниговском районе Черниговской области Украины, административный центр Козелецкой городской общины. До 17 июля 2020 года был административным центром Козелецкого района.

## Географическое положение
Расположен на берегу реки Остёр.

## История
Название происходит от любимого корма домашних животных;— полевых цветов — козелец, или возможно от козьего леса в округе, названного в старину «козелес», где водилось много диких коз.
Известен с начала XVII века, как укреплённый город входил в состав Речи Посполитой под названием Kozelec. С 1649 года — центр Козелецкой сотни Киевского полка.

### 1654—1917
После Переяславской рады 1654 года вошёл в состав Русского государства.
В 1656 году получил магдебургское право.
В 1662 году в Козельце состоялась казацко-старшинская рада (совет), на котором был избран гетманом Яков Самко. Через 7 лет город был разорён татарами.
В 1663 году Козелец получил городской герб.
В 1679 году город был разорён Юрием Хмельницким и крымскими татарами.
В 1708 году в Козелец было переведено полковое управление Киевского полка, здесь жили полковник и казацкая старшина.
В 1771 году все жители города умерли от чумы, заразившись от купленного в Чернигове кафтана, принадлежавшего умершему.
В 1781 году Козелец стал центром Козелецкого уезда Киевского наместничества.
С 1797 года в составе Малороссийской губернии.
С 1802 года — центр Козелецкого уезда Черниговской губернии.
В 1846 году в Козельце побывал Тарас Шевченко, когда по заданию Археографической комиссии путешествовал, чтобы зарисовать архитектурные и исторические памятки Черниговщины. В повести «Княгиня» описал Козелец и его архитектурный памятник собор Рождества Пресвятой Богородицы.
В 1883 году был известен как торговый центр (в котором проходило пять ярмарок в год), в нём насчитывалось 5078 жителей.
В 1895 году здесь насчитывалось 546 дворов, 756 зданий и 5420 жителей, действовали два кирпичных завода, паровая мельница, 151 торговая лавка, земская больница (при которой имелась евреиновская богадельня) и двухклассное училище. В 1906—1916 годах выходил еженедельник «Листок объявлений Козелецкого уездного земства».

### 1918—1991
21 января 1918 года здесь была установлена Советская власть, но в начале марта 1918 года Козелец оккупировали немецкие войска (которые оставались здесь до ноября 1918 года). В декабре 1918 года селение захватили петлюровцы, но 23 января 1919 года они были выбиты частями 1-го Богунского полка и Советская власть была восстановлена. В ходе наступления Деникина на Москву город был взят белогвардейцами.
В ходе Великой Отечественной войны с 11 сентября 1941 до 17 сентября 1943 года посёлок был оккупирован немецкими войсками.
В 1953 году здесь действовали кирпичный завод, зоотехнический техникум и две средние школы, добывали торф.
В 1967 году была построена автобусная станция (архитектор Ю. П. Ильченко, росписи — Т. А. Лящук, А. И. Семенко), в 1969—1970 гг. — широкоэкранный кинотеатр «Юбилейный», в 1967—1971 гг. — Дворец культуры.
В 1972 году здесь действовал ветеринарный техникум, основой экономики являлись льнозавод, кирпичный завод, маслодельный завод, а также добыча торфа.
В январе 1989 года численность населения составляла 9545 человек.

### После 1991

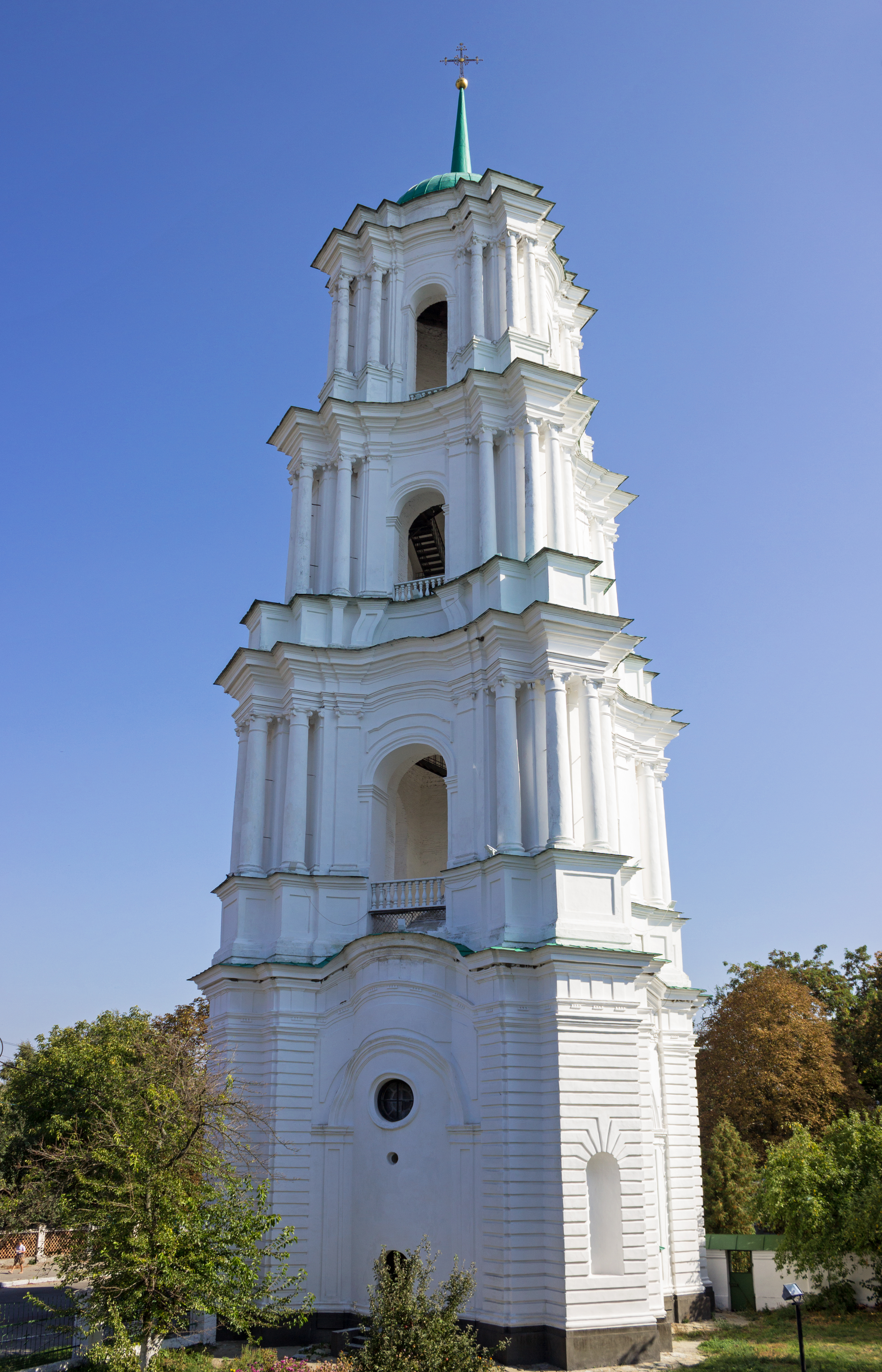
Звонница

В мае 1995 года Кабинет министров Украины утвердил решение о приватизации находившихся в городе АТП-17440, льнозавода и райсельхозтехники, в июле 1995 года было утверждено решение о приватизации завода продтоваров и совхоза.

## Население
По состоянию на 1 января 2013 года численность населения составляла 8189 человек.

### Языковой состав
Родной язык населения по данным переписи 2001 года:
| Язык       | Численность, чел. | Доля     |
| ---------- | ----------------- | -------- |
| Украинский | 8 431             | 96,24 %  |
| Русский    | 286               | 3,26 %   |
| Другие     | 43                | 0,50 %   |
| Итого      | 8 760             | 100,00 % |

## Инфраструктура
Козелецкий колледж ветеринарной медицины.
Музей истории ткачества Черниговщины

## Транспорт
Город находится в 40 км от железнодорожной станции Бобровицы (на линии Киев — Нежин). Узел шоссейных дорог.

## Памятники культуры и истории
- Пятикупольный собор Рождества Богородицы (1752-63, арх. А. В. Квасов) с колокольней (1776-70) — уникальный памятник, сочетающий элементы украинского и растреллиевского барокко.
- Одноглавая Николаевская церковь (1784) — поздний пример украинского барокко.
- Пятиглавая Вознесенская церковь (1866-74) — стилизация под украинское барокко, ранний образец псевдоукраинского стиля.
- Дом канцелярии Киевского полка (1756-60, арх. А. В. Квасов, И. Г. Григорович-Барский) — двухэтажное кирпичное здание с ризалитом и лепниной, единственный на Левобережье пример административного здания барокко.
- Усадьба «Покорщина» (1750-е и 1760-е) — одна из старейших дворянских усадеб Левобережья, принадлежала роду Дараганов, связанному родством с Разумовскими.
- Камяница Дараганов (XVIII ст.) — памятник архитектуры, уникальная хозяйственная постройка (кладовая) 18 века, входит в комплекс сооружений усадьбы «Покорщина».
- Дом начального училища (1912) — памятник культуры местного значения, одноэтажное здание с архитектурными элементами.

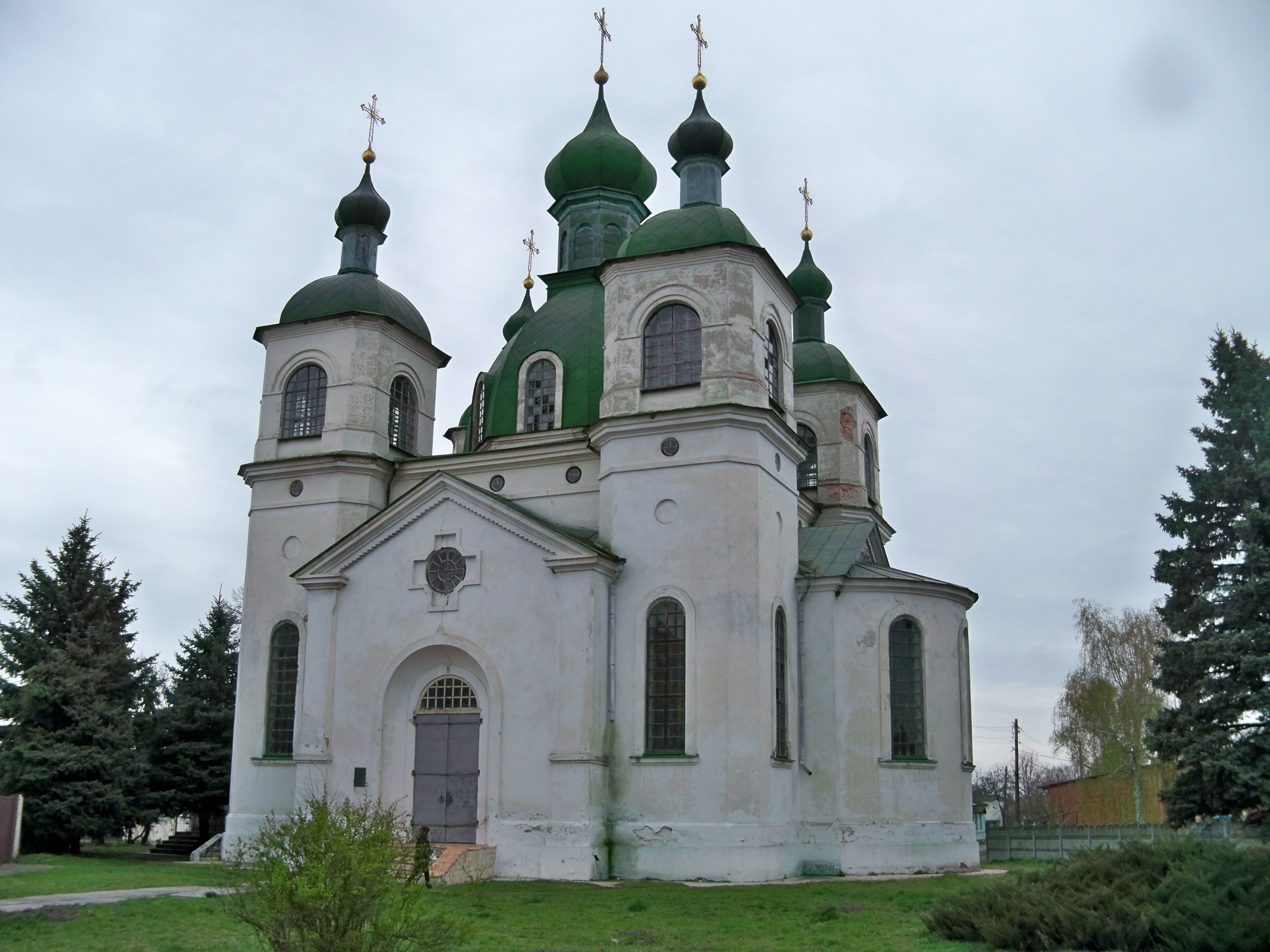
Вознесенская церковь
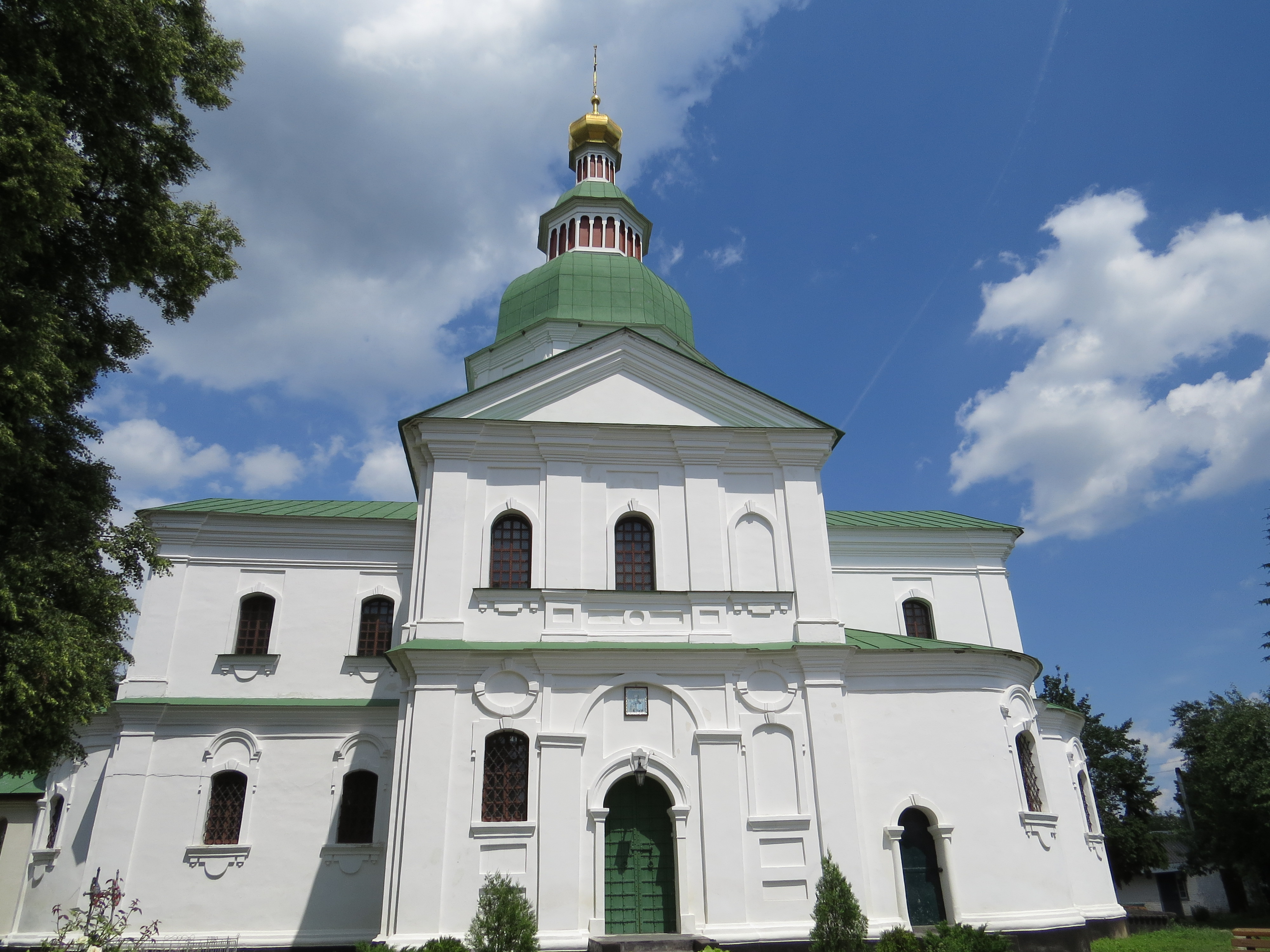
Николаевская церковь
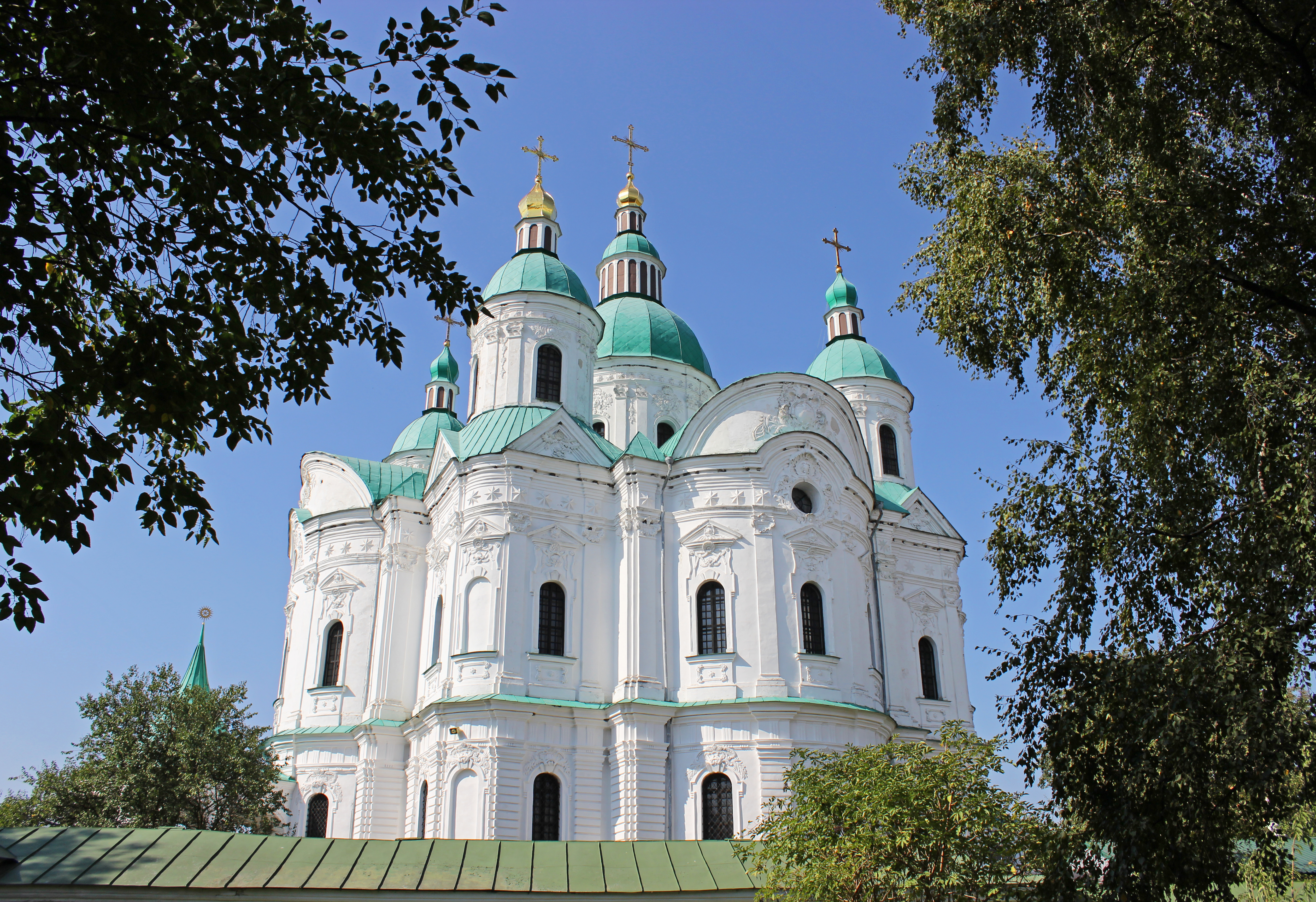
Собор Рождества Пресвятой Богородицы
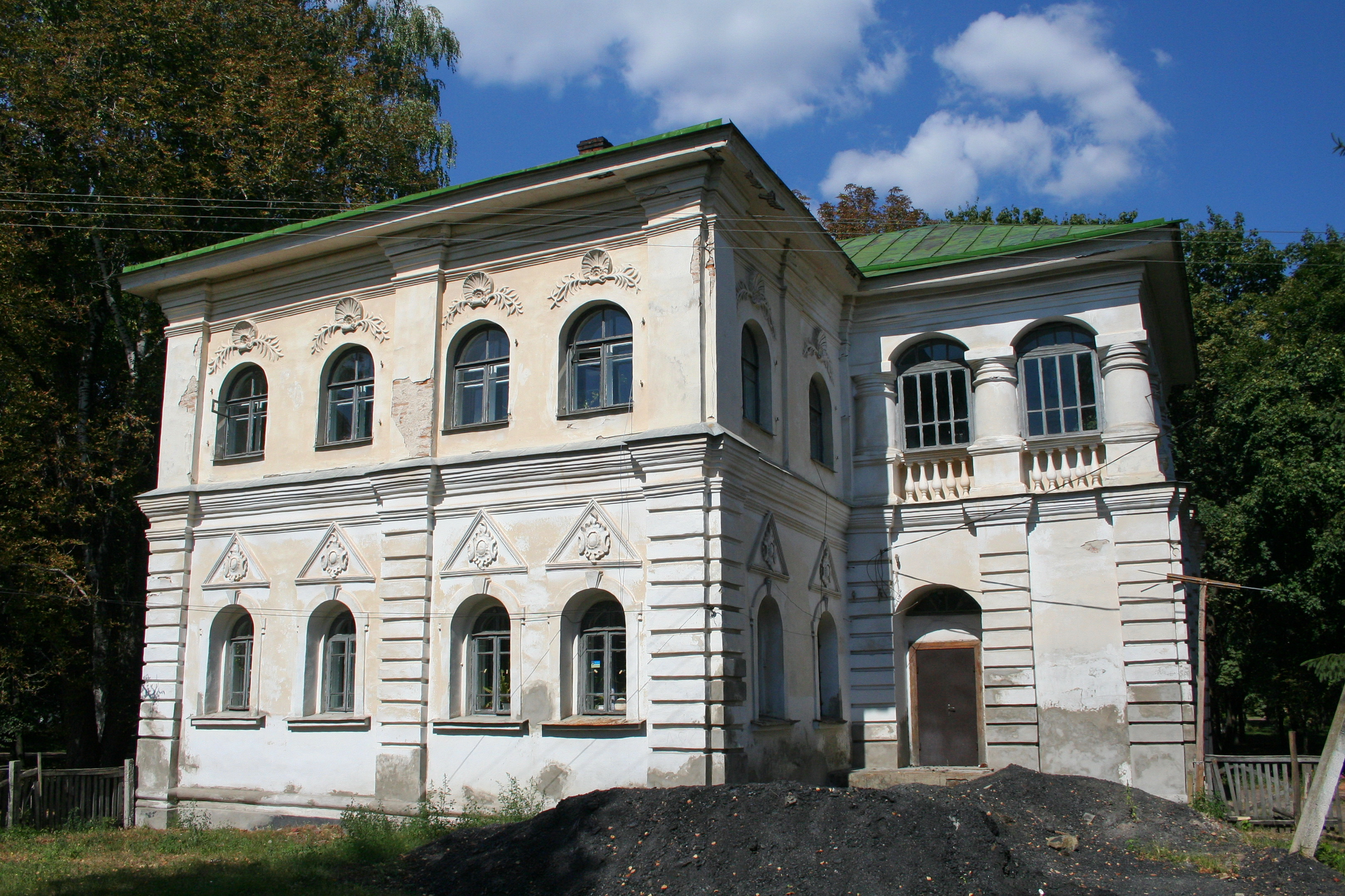
Дом полковой канцелярии
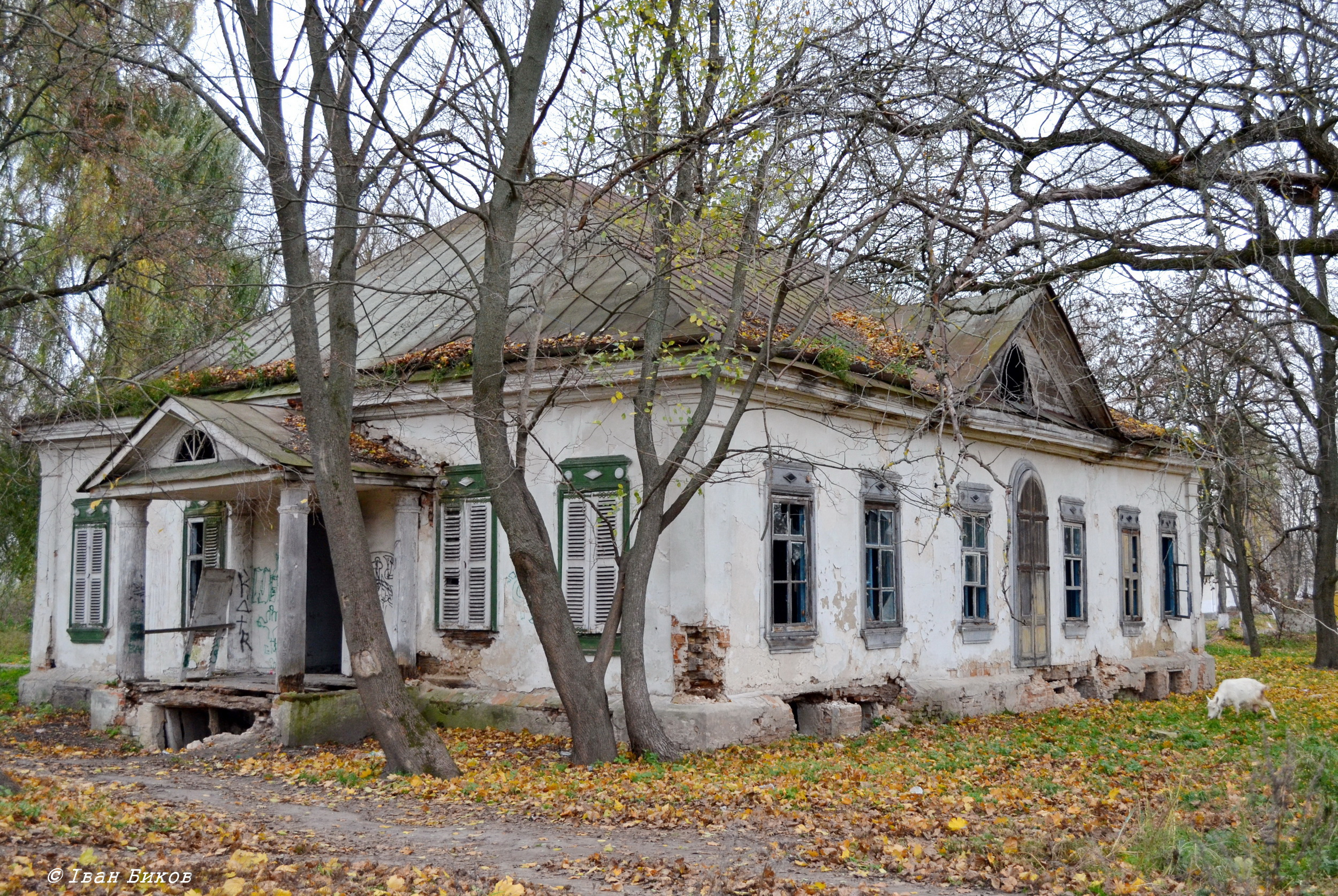
Усадьба Дараганов (сер. XVIII века)

## Уроженцы
- Иоасаф (Миткевич) — епископ Белгородский.
- Цирельсон, Лейб Моисеевич — председатель Всероссийской раввинской коллегии.
- Неговский, Владимир Александрович — патофизиолог, создатель советской реаниматологии.
- Левитанский, Юрий Давидович — поэт и переводчик.
- Тарах-Тарловский, Кирилл Николаевич — духовник Екатерины II.
- Павлова, Мария Васильевна — русский и советский палеонтолог.
- Стабовой, Георгий Михайлович — украинский советский кинорежиссёр и драматург.